# Thrinchostoma serricorne
Thrinchostoma serricorne är en biart som beskrevs av Blüthgen 1933. Thrinchostoma serricorne ingår i släktet Thrinchostoma och familjen vägbin. Inga underarter finns listade i Catalogue of Life.